# カトゥアロン
カトゥアロン（フランス語：Catualon, ? - 1050年以降）またはカトワロン（フランス語：Catwallon）は、ブルターニュ公コナン1世の息子で実母は不明。1019/21年から1040年までルドンのサン＝ソヴール修道院（フランス語版）の修道院長を務めた。ブルターニュの修道院を発展させたことでも知られている 。
1026年3月22日の報告によると、亡兄ジョフロワ1世がゲデル島領をサン＝ソヴール・ド・ルドン（フランス語）の修道院長メイナール2世（フランス語）に寄進したこと、及び1019/1021年に修道士と信徒達がカトゥアロンを修道院長に選出し、これを機に修道院長職への就任を求められたことについて記載されている。